# Libro di Zaccaria
Il Libro di Zaccaria (ebraico זכריה, zekaryàh; greco Ζαχαρίας, zacharías; latino Zacharias) è un testo contenuto nella Bibbia ebraica (Tanakh) e fa parte dell'Antico Testamento nella Bibbia cristiana. È scritto in ebraico.

## L'autore
Il nome "Zekar-Yah" significa "JHWH si è ricordato" (cioè si è ricordato delle preghiere dei genitori per avere un figlio). 
Della persona di Zaccaria non conosciamo quasi nulla. Presentato come nipote di Iddo (1,1 e 1,7) pare essere, ancora verso il 500 a.C., capo della famiglia sacerdotale di Iddo (Neemia 12,16). La sua qualità di sacerdote spiega l'insistenza sul ruolo del Tempio, circa il mantenimento o la soppressione dei digiuni commemorativi (7,1-3; 8,18-19), la preoccupazione per la purità e santità della terra (2,16; 5,1-11); ciò corrisponde bene a una mentalità sacerdotale. Tale tipo di sacerdote entra decisamente nel solco spirituale degli antichi profeti; ne riprende gli appelli alla conversione: (vedi 1,3-6; 7,4-14; 8,16-17) e si rifà a loro. 

## L'ipotesi del deutero-Zaccaria
I suoi 14 capitoli, secondo l'ipotesi maggiormente condivisa tra gli studiosi, hanno avuto una duplice redazione:
- Proto-Zaccaria (cc. 1-8[1]): oracoli proferiti in Giudea dal profeta Zaccaria nel 520-518 a.C. contenenti esortazioni analoghe a quelle del profeta Aggeo per la ricostruzione del tempio di Gerusalemme, governo ideale sacerdote e principe, speranza messianica in Zorobabele;
- Deutero-Zaccaria (cc. 9-14[2]): redazione in Giudea circa 330-300 a.C. o II secolo a.C. descriventi in particolare l'esaltazione del re-messia e il sacrificio di un "trafitto" dal quale deriva salvezza (riferito forse all'uccisione di Onia III o Simone Maccabeo).

Il tema comune delle due sezioni è una forte speranza messianica. La tradizione cristiana ha visto nel "trafitto" una prefigurazione di Gesù.

## Riassunto
Il libro di Zaccaria si compone di due parti ben distinte: capp. 1-8 e capp. 9-14.
I primi otto capitoli contengono una serie di visioni concernenti il ritorno del popolo di Dio in Gerusalemme ed accompagnano la ricostruzione dopo l'esilio.
I capitoli dal 9 al 14 hanno un'ambientazione diversa e contengono delle visioni relative alla venuta del Messia, gli ultimi giorni, la riunificazione di Israele, l'ultima grande guerra. Questi capitoli vengono considerati un'aggiunta databile al IV secolo a.C.